# Michał Korybut Wiśniowiecki
Michał Korybut Wiśniowiecki (tiếng Litva: Mykolas I Kaributas Višnioveckis; còn có tên theo tiếng Anh là Michael I, ngày 31 tháng 5, 1640 - 10 tháng 11 năm 1673) là người cai trị của Khối Thịnh vượng chung Ba Lan - Lietuva từ ngày 29 tháng 9 năm 1669 cho đến khi ông qua đời do trúng độc vào năm 1673.
Ông được bầu lên do ảnh hưởng từ người cha vĩ đại là Thống đốc Ruthenia Jeremi Wiśniowiecki, một lãnh chúa mạnh ở vùng biên giới đã giúp đàn áp quân Cossacks ở miền đông Ba Lan trong cuộc Nổi dậy Khmelnytsky. Mặc dù đã lên ngôi Hoàng đế, nhưng quyền lực thực tế của ông thì bị họ Habsburg khống chế. Suốt cả triều đại của ông là cuộc tranh chấp không ngừng nghỉ giữa các quý tộc thuôc phe ủng hộ Habsburg và phe ủng hộ Pháp. Dưới thời Michal trị vì, Khối thịnh vượng chung ngày càng đi xuống với một loạt các thất bại quân sự trước Ottoman và Cossacks, hậu quả là Hiệp ước Buchach năm 1672 đã đưa Ukraina vào tay Ottoman,
Tương tự như vua tiền nhiệm, Michal qua đời năm 1673 mà không có con hợp pháp sống sót. Cuộc bầu cử của Nghị viện đưa Jan III Sobieski lên kế nhiệm.

## Cuộc đời trước khi lên ngôi vua
Michał là con trai của Thống đốc Jeremi Wiśniowiecki và vợ là Gryzelda Konstancja Zamoyska. Tháng 9/1637, Thống đốc Jeremi Wiśniowiecki gặp và làm quen với Gryzelda Konstancja Zamoyska trong lễ cưới của vua Władysław IV Vasa với Nữ tu Cecilia. Năm 1638, Thống đốc Jeremi Wiśniowiecki làm lễ đính hôn với Zamoyska và đến ngày 27 tháng 2 năm 1639, hai người tổ chức đám cưới tại Zamość.
Ngày 31 tháng 5 năm 1640, Michael Korybut được sinh ra ở làng Biały Kamień, trong nhà của bà Catherine Ostrogskis Zamoyski. Năm 1642, Michał được mẹ đưa đến Lubna. Khi cuộc nổi loạn Khmelnytsky diễn ra, Thống đốc Jeremi Wiśniowiecki rời khỏi Ruthenia và đưa gia đình đến định cư ở Wiśniowiec ở Volhynia, trước khi đến Zamość vào mùa thu năm 1648.
Jeremi Wiśniowiecki qua đời năm 1651 khi cư trú trong lãnh thổ của người Cossack. Sau khi ông qua đời, khối tài sản khổng lồ của họ Wiśniowiecki bị phân tán: phần lớn số tài sản bị Cossack chiếm giữ, một phần tài sản khác ở Ruthenia và Volhynia đã bị phá hủy bởi chiến tranh và nợ nần. Mồ côi cha, Michal được nuôi nấng bởi Karol Ferdynand Vasa, giám mục của Wrocław và Płock. Ngày 9 tháng Năm năm 1655, ông được một người chú giàu có của ông, Jan Zamoyski, Voivode của Sandomierz, nuôi dưỡng và cho ăn học thành tài.
Sau cuộc xâm lược Ba Lan của Thụy Điển, Michal cùng với triều đình chạy trốn đến Głogówek ở Thượng Silesia. Vào ngày 18 tháng 11 năm 1655, theo lời thỉnh cầu của nhà vua, ông đến Nysa, học tại Trường dòng Tên Carolinum và ở đó cho đến tháng 3 năm 1656.
Vào giữa năm 1656, nhờ sự hỗ trợ của hoàng hậu Ba Lan Marie Louise Gonzaga, Michał Korybut bắt đầu học tại Đại học Charles ở Prague. Tại trường, Michal được thầy giáo Felicjan Dunin-Wąsowicz kèm cặp, hang tuần báo tình hình học tập của Michal cho Zamoyski. Đầu năm 1660, thấy người thầy chi tiêu tiền đóng của việc học cho Michal quá hoang phí, hoàng hậu không cho Michal học và buộc phải nghỉ hoc.
Michal trở về quê vào tháng 6 năm 1660, nhưng ngay sau đó, ông tới Dresden và Vienna để gặp nữ hoàng thân Eleonora Gonzaga. Ở đó, anh thấy người vợ tương lai của mình là Eleanor của Áo, một đứa trẻ lúc bấy giờ, lần đầu tiên. Trong chuyến đi này, Michal đã cải thiện kiến thức về ngôn ngữ của mình; ông nói tiếng Ý, tiếng Pháp. Ông nói nhiều ngôn ngữ: tiếng Latinh, Đức, Pháp, Ý, Tây Ban Nha, Tatar, Thổ Nhĩ Kỳ và có lẽ là tiếng Nga
Năm 1663, Michal tham gia Chiến tranh Nga-Ba Lan và trong cuộc nổi loạn Lubomirski, ông đã ủng hộ nhà vua.

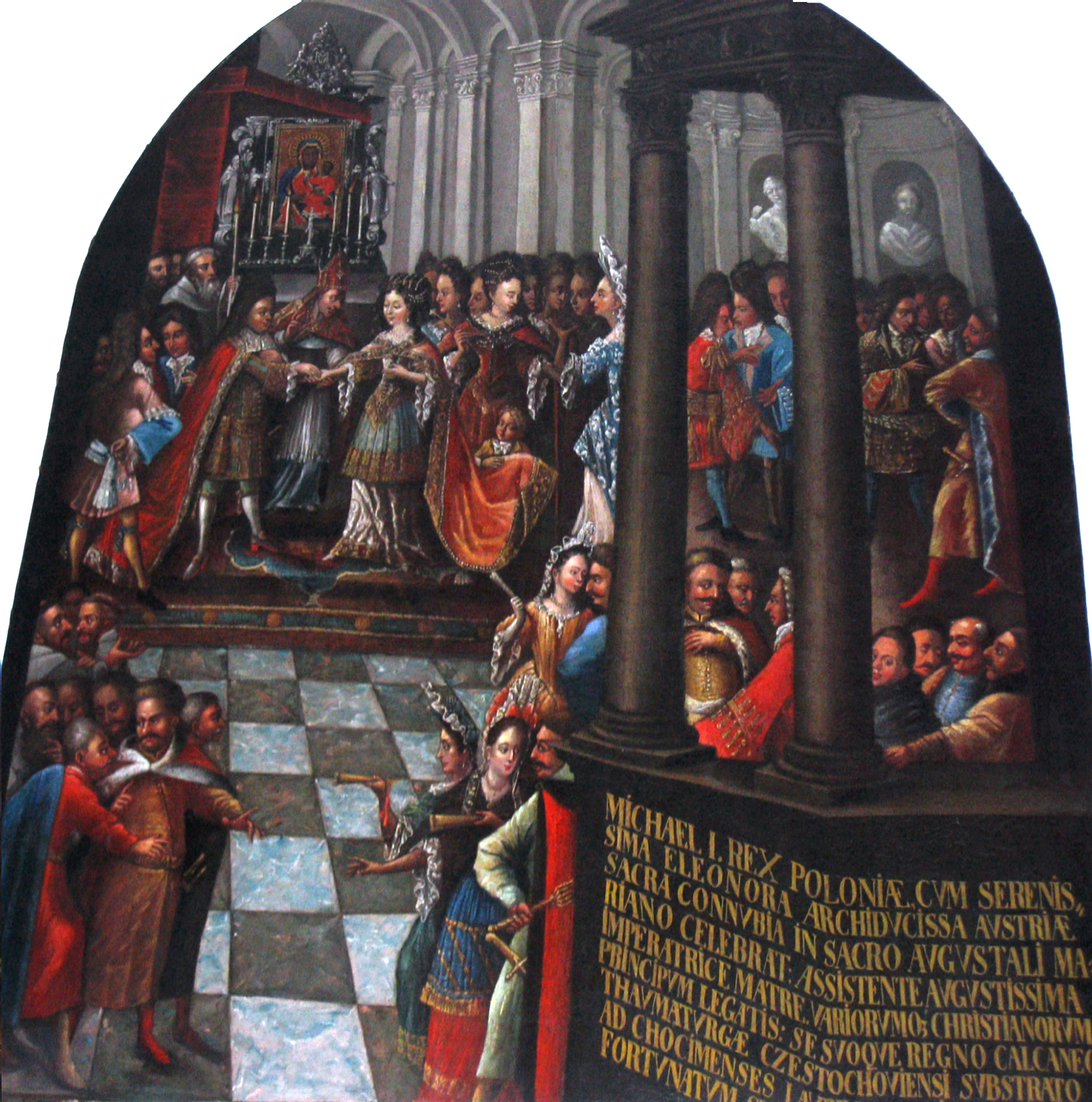
Lễ cưới của Michał Korybut Wiśniowiecki với Eleonore nhà Habsburg năm 1670.

## Cuộc bầu cử
Năm 1668, Jan II Kazimierz Waza thoái vị và để lại ngai vàng bỏ trống. Đức Giám mục Chełmno, Andrzej Olszowski, cho rằng Michał Korybut nên được liệt kê như là một ứng cử viên cho ngai vàng. Wiśniowiecki được hỗ trợ mạnh mẽ bởi giới quý tộc Ba Lan. Tháng 6/1669, cuộc bầu cử cho ngai vàng Khối thịnh vương chung đã diễn ra, với sự tham gia của các ứng cử viên do quý tộc Ba Lan - Lietuva, Habsburg, Pháp đề cử. Cuộc hội đàm giữa các phe diễn ra quyết liệt, lúc đầu phe của Pháp thắng, nhưng đến gần cuối thì Michal thắng cử với 11.271 phiếu bầu, bỏ xa 5 ứng viên khác. Ông được trao vương miện vào ngày 29 tháng 9 năm 1669 tại Krakow.
Vào ngày 27 tháng 2 năm 1670, Michal I kết hôn với công chúa Áo Eleanor, và buổi lễ được tổ chức bởi Hồng y Galeazzo Marescotti. Primate Prazmowski từ chối tham dự. Lễ cưới diễn ra tại Cung điện Denhoff ở Kruszyna.

## Vua

### Xung đột nội bộ
Sau khi lên ngôi, Michal đã phải đối phó rất vất vả với xung đột phe phái trong triều đình. Sau cuộc bầu cử năm 1669, Khối thịnh vượng chung được phân chia giữa hai phe - phe ủng hộ Pháp và phe ủng hộ hoàng gia. Bất mãn với kết quả cuộc bầu cử, giới quý tộc gồm các thành viên có thế lực như Prażmowski, Hetman Sobieski, Andrew Morsztyn, Voivod của Cracow, Aleksander Michał Lubomirski, Voivod của Ruthenia Stanislaw Jan Jabłonowski, Voivod Poznań Krzysztof Grzymułtowski, và Giám mục Cracow Andrzej Trzebicki đang âm mưu ủng hộ bá tước Charles d'Orléans-Longueville lên ngôi vua thay cho Michal.
Năm 1670 cuộc đấu tranh nội bộ lên đến đỉnh điểm khi các quý tộc âm mưu chống lại hetman Jan Sobieski là người thân Pháp và có ảnh hưởng nhất trong phe ủng hộ Pháp. Ủng hộ quân nổi dậy chống Jan Sobieski, nhà vua Michal đã khiến Sejm không trả lương cho Sobieski mà chỉ trả lương cho những người lính của ông này. Để khuất phục Jan Sobieski (lúc này quân của Sobieski thành lập một Liên minh gần Trembowla), Michal đã ủng hộ quân nổi dậy của chỉ huy Wyżyckiego Stanislaus chống lại Sobieski. Mâu thuẫn trong nội bộ triều đình Khối thịnh vượng chung ngày càng lớn dẫn tới việc Sultan Mehmed IV có cớ phát động cuộc chiến tranh.

### Chiến tranh Khối thịnh vượng chung - Ottoman

#### Hoàn cảnh
Năm 1672 Thổ Nhĩ Kỳ tuyên bố chiến tranh về Thịnh vượng chung Ba Lan-Litva. Nhà vua bất tài Michal không tập hợp nổi lực lượng, và quân đội bị chia thành nhiều liên minh khác nhau: Giới quý tộc đã thành lập một liên minh gần Pigeon, yêu cầu loại bỏ Primate Prazmowski. Các thành viên của nó đã cướp bóc tài sản của gia đình Jan Sobieski. Vào ngày 22 tháng 11 năm 1672, binh sĩ Litva thành lập liên minh riêng của họ ở Kobrin, tuyên bố ủng hộ cho liên minh Pigeon. Đáp lại, những người lính dưới quyền Sobieski thành lập một liên minh ở Szczebrzeszyn. Tổng chỉ huy liên quân là Jan Sobieski tới Łowicz, nơi Primate Prażmowski đang ở. Sợ sẽ có cuộc chiến long trời lở đất diễn ra, Giáo hoàng Clêmentê X phái Sứ thần Tòa Thánh Francesco Buonvisi và Giám mục Cracow Andrzej Trzebicki tới giảng hòa. Tại nơi giảng hòa, ông nhận được một lá thư của Sultan Mehmed IV tuyên bố sẽ gây chiến vào tháng 3/1673.
Ở bên ngoài kinh đô Warsaw, sự yếu kém của chính quyền trung ương đã khiến tình trạng ly khai diễn ra ngày càng mạnh mẽ. Cuối thời Jan II Casimir (1666), Hetman Petro Doroshenko của Zaporizhian Host đã đánh bại quân khởi nghĩa để chiếm đóng Ukraine, ký một hiệp ước với Sultan Mehmed IV năm 1669 đã công nhận Cossack Hetmanate là một chư hầu của Đế quốc Ottoman. Ít lâu sau, lợi dụng các cuộc tấn công thường xuyên của quân Tatar ở biên giới phía đông, Petro Doroshenko liên minh với quân Cossack và quân của hãn Selim I của Krym (thân Ottoman, vừa thay thế hãn Adil năm 1670) để cướp bóc Khối thịnh vượng chung, nhưng đều bị Sobieski chặn đứng.

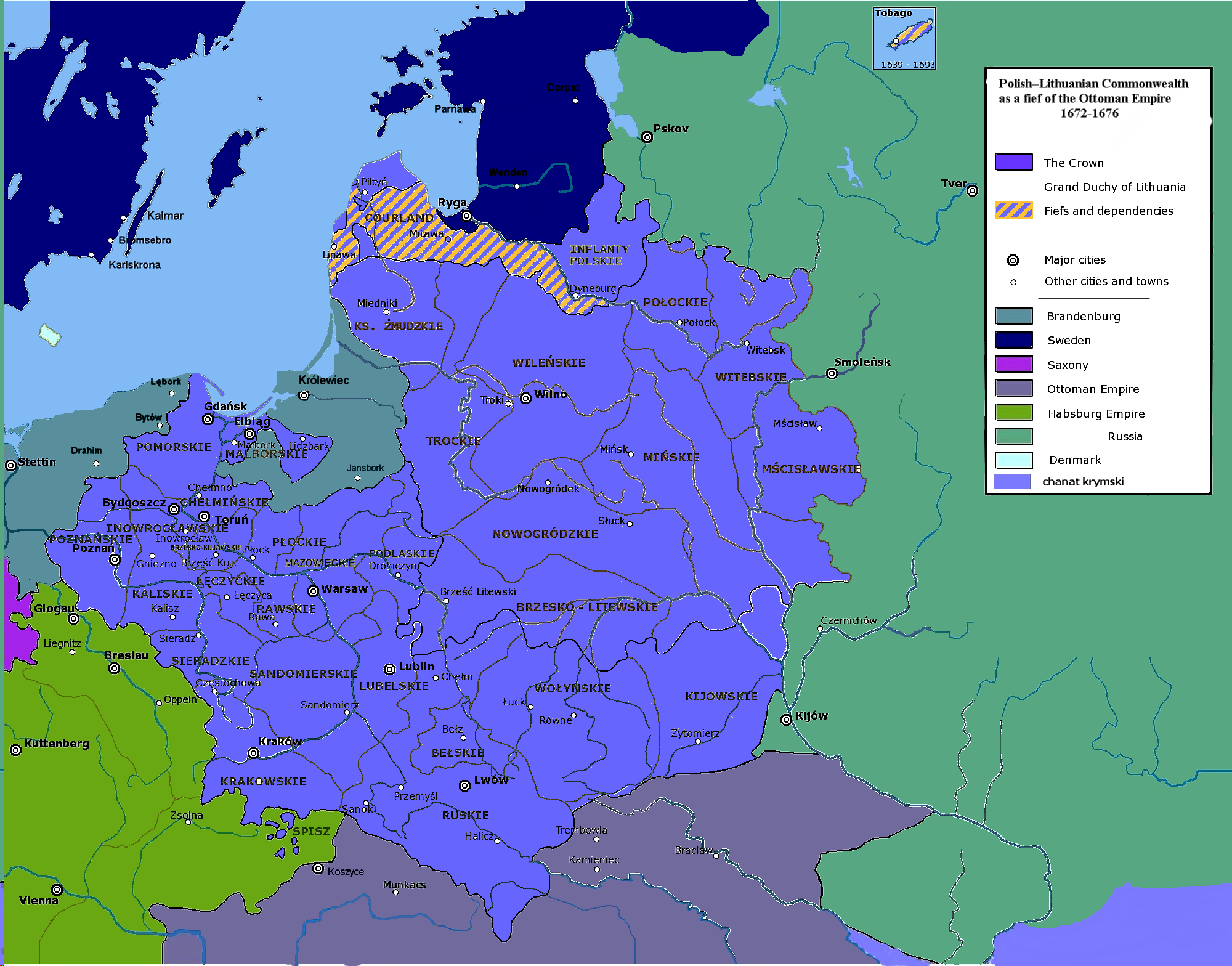
Khối thịnh vượng chung Ba Lan–Lithuanian với tư cách là một nhà nước ảnh hưởng của Đế quốc Ottomans, thời kỳ 1672-1676.

#### Diễn biến
Những bất ổn bên trong Khối thịnh vượng chung đã buộc Sultan Ottoman can thiệp mạnh bằng quân sự. Tháng 8/1672, 80.000 quân Ottoman do Tể tướng Koprulu Fazıl Ahmed và Sultan đồng chỉ huy đã bất ngờ tiến đánh Khối thịnh vượng chung. Đạo quân Ottoman tiến nhanh và đánh chiếm pháo đài Kamieniec bao vây và Lviv. Không chuẩn bị cho chiến tranh và bị suy yếu bởi xung đột nội bộ giữa nhà vua Michal I và giới quý tộc, Khối thịnh vượng chung đã không tập hợp nổi lực lượng để chống trả quân xâm lược. Trước sự yếu hèn của triều đình, tướng Jan Sobieski chỉ huy quân đội đánh tan quân địch ở các trận Niemirów, Trận Komarno và Trận Petranka. Trong khi đó, nhà vua bất tài Michal ký với Sultan Ottoman Hiệp ước Hòa bình Buczacz (10/1672) làm uy thế của Khối thịnh vượng chung giảm sút đáng kể. Trong hiệp ước, Khối thịnh vượng chung thừa nhận vùng Ukraine thuộc ảnh hưởng của Nga từ sau Hiệp ước Andrusovo năm 1667, vua của Khối thịnh vượng chung phải cống nạp cho Sultan mỗi năm 22.000 ducats. Tuy nhiên, Hiệp ước Hòa bình Buczacz không được Sejm phê chuẩn.
Rút kinh nghiệm cho đợt tấn công của quân Ottoman năm 1672, ngày 8 tháng 10 năm 1673 tại Skwarzawa gần Zoczów, khoảng 40.000 binh lính Ba Lan tập trung, với 50 khẩu pháo. Do sức khỏe kém, nhà vua giao quyền chỉ huy quân đội cho Sobieski, và quân Ba Lan hành quân về phía nam, tiến đến gần Chocim. Sau một loạt các trận đánh với quân Ottoman, quân đội của Sobieski đẩy lùi quân địch ở nhiều nơi và kiểm soát phần lãnh thổ Moldavia và vùng đất tranh chấp Ucraina.

## Băng hà và di sản
Trong lúc Chiến tranh Khối thịnh vượng chung - Ottoman đang diễn ra đến hồi căng thẳng, nhà vua Michal I bất ngờ qua đời vì ngộ độc thực phẩm do âm mưu của bọn quý tộc bất mãn vì sự bất tài của nhà vua. Ngay sau khi nhà vua qua đời, vị tướng Ba Lan vừa thắng trận Chocim là Jan Sobieski được Sejm bầu làm vua mới vào ngày 19/5/1674 và vị tân vương đăng quang vào ngày 31/1/1676 với hiệu Jan III Sobieski - vị vua Ba Lan hùng mạnh cuối cùng trong Khối thịnh vượng chung.